# Едуар Бауманн
Едуар Бауманн (фр. Édouard Baumann; нар. 4 березня 1895, Париж — пом. 12 квітня 1985, Булонь-Біянкур) — французький футболіст, що грав на позиції захисника. Відомий за виступами в складі паризьких клубів «Расінг» і КАСЖ, а також у складі збірної Франції на Олімпійських іграх 1920 і 1924 років.

## Біографія
Едуар Бауманн народився у 1895 році в Парижі. На клубному рівні Бауманн грав за паризькі клуби «Расінг» з 1919 до 1923 року, та КАСЖ у 1923—1924 роках. У 1920—1924 роках Едуар Бауманн грав у складі національної збірної Франції, в її складі грав на літніх Олімпійських іграх 1920 і 1924 років, загалом зіграв у складі збірної 8 матчів.
Помер Едуар Бауманн у 1985 році в Булонь-Біянкур.

## Статистика виступів

### Статистика виступів за збірну
| Дата       | Місто     | Господарі | Результат | Гості          | Турнір           | Голи | Примітки |
| ---------- | --------- | --------- | --------- | -------------- | ---------------- | ---- | -------- |
| 29/02/1920 | Женева    | Швейцарія | 0 – 2     | Франція        | товариський матч | -    |          |
| 29/08/1920 | Антверпен | Франція   | 3 – 1     | Італія         | ОІ 1920 - 1/4    | -    |          |
| 31/08/1920 | Антверпен | Франція   | 1 – 4     | Чехословаччина | ОІ 1920 - 1/2    | -    |          |
| 15/01/1922 | Коломб    | Франція   | 2 – 1     | Бельгія        | товариський матч | -    |          |
| 13/01/1924 | Монруж    | Франція   | 2 – 0     | Бельгія        | товариський матч | -    |          |
| 23/03/1924 | Женева    | Швейцарія | 3 – 0     | Франція        | товариський матч | -    |          |
| 17/05/1924 | Париж     | Франція   | 1 – 3     | Англія         | товариський матч | -    |          |
| 27/05/1924 | Париж     | Франція   | 7 – 0     | Латвія         | ОІ 1924          | -    |          |
| Усього     |           | Матчів    | 8         |                | Голів            | 0    |          |